# Margaret Stanley
Margaret Anne Stanley, OBE FMedSc, es una viróloga y bióloga epitelial británica. Asistió a las universidades de Londres, Bristol y Adelaida. A partir de 2018, es profesora emérita de biología epitelial en el Departamento de Patología de la Universidad de Cambridge y miembro de la Academia de Ciencias Médicas. También es miembro honorario del Real Colegio de Obstetras y Ginecólogos del Reino Unido y miembro honorario del Christ's College de Cambridge. Stanley es un científico investigador en virología que se centra en el virus del papiloma humano (VPH). Su trabajo de investigación ha dado lugar a nuevos hallazgos científicos sobre el VPH. Además, utiliza su experiencia sobre el VPH para formar parte de múltiples comités asesores y consejos editoriales de revistas. 

## Investigación
El principal interés de investigación de Stanley es la patogénesis del VPH y actualmente dirige un grupo de investigación que se centra en la prevención y el tratamiento de la infección por el virus del papiloma humano, que causa el cáncer de cuello uterino. Al principio de su investigación, generó una línea celular de queratinocitos cervicales humanos no tumorigénicos, W12, a partir de una lesión cervical de bajo grado. Las células W12 pueden albergar episomas del VPH-16 y, por lo tanto, permitir a los investigadores investigar los complejos procesos del desarrollo del cáncer de cuello uterino. Además, ayudó a descubrir la asociación temporal entre la inestabilidad cromosómica de alto nivel y la integración del virus del papiloma humano de alto riesgo (VPH-AR), un paso clave en la carcinogénesis cervical, de modo que la integración precede a las anomalías cromosómicas.

También estudia las respuestas de las células huésped a la infección por el virus del papiloma humano en personas inmunodeficientes, más comúnmente personas inmunosupresoras VIH positivas. La evidencia de modelos animales muestra que una respuesta Th1 dominada por células T CD4(+) conduce a la regresión de las verrugas anogenitales, una respuesta inmune mediada por células (CMI) eficaz. Afirma que la imposibilidad de producir esta respuesta CMI eficaz al virus del papiloma humano facilita la persistencia viral, y esto puede conducir a la progresión de la enfermedad de alto grado y al cáncer de cuello uterino invasivo.

## Carrera
De 2000 a 2003 fue miembro del Consejo de Investigación en Biotecnología y Ciencias Biológicas (BBSRC). Desde entonces, ha formado parte de varios comités del Consejo de Investigación del Reino Unido. Ha formado parte de dos de los comités principales y del consejo del Consejo de Investigación de Biotecnología y Ciencias Biológicas (BBSRC) durante los últimos diez años. Desde 1991 es becaria del Christ's College. De 2004 a 2010, formó parte del Comité Asesor de Encefalopatías Espongiformes (SEAC).  La participación de Stanley en el SEAC fue proporcionar datos científicos independientes al gobierno del Reino Unido sobre encefalopatías espongiformes transmisibles (EET) y asesorar sobre las políticas gubernamentales de salud pública, seguridad alimentaria y salud animal.

En 2017, Stanley fue reclutado por la Sociedad Estadounidense de Oncología Clínica para formar parte de un panel multidisciplinario de expertos que presentó nuevas recomendaciones basadas en evidencia para la prevención primaria del cáncer de cuello uterino. La cantidad de dosis recomendadas de la vacuna contra el VPH varía según la disponibilidad de recursos, la edad y el sexo. Stanley respalda la reducción de la dosis recomendada de vacuna contra el VPH de 3 a 2 para niños de 14 años o menos. Además, afirma que existe evidencia preliminar de la eficacia de una sola dosis de la vacuna contra el VPH y que es necesario realizar más investigaciones. Actualmente, Stanley se desempeña como experto en VPH para el subcomité de VPH del Comité Conjunto sobre Vacunas e Inmunización del Reino Unido.  También forma parte del consejo editorial de las siguientes revistas científicas: Sexually Transmitted Infections, Journal of Clinical Virology y Reviews in Medical Virology.  Stanley también trabaja como consultor para empresas que comercializan vacunas contra el VPH. Algunas de estas empresas incluyen GSK, MSD y Sanofi Pasteur MSD.  También trabaja con pequeñas empresas de biotecnología que están creando vacunas terapéuticas. Se desempeña como experta invitada en VPH del Comité Conjunto sobre Vacunas e Inmunización en el subcomité sobre VPH del Reino Unido.

## Abogacía
Stanley es un firme defensor de la vacunación contra el VPH antes de la pubertad, específicamente entre los 13 y los 20 años. Stanley reconoce que se ha demostrado que las vacunas contra el VPH recomendadas generan concentraciones de anticuerpos suficientemente altas para combatir el virus. Stanley también insta a que ambos sexos se vacunen porque ambos son susceptibles a enfermedades relacionadas con el VPH. Ella respalda ambas vacunas VLP L1 contra el VPH autorizadas, la vacuna bivalente para los tipos de VPH 16 y 18 (Cervarix) y la vacuna tetravalente para los tipos de VPH 6, 11, 16 y 18 (Gardasil). Stanley afirma que ambas vacunas contra el VPH autorizadas son seguras y altamente inmunogénicas. Stanley es actualmente el vicepresidente de la Sociedad Internacional del Virus del Papiloma (IPVS) y miembro de los Comités Ejecutivo, de Política, de Estrategia y de Planificación de la IPVS. Su trabajo principal con el IPVS es alentar a las naciones a respaldar y utilizar las vacunas contra el VPH efectivas y fácilmente disponibles para ayudar a prevenir y tratar la infección por VIH en los jóvenes. 

## Premios y honores
En 2004, Stanley recibió una OBE por sus servicios de virología. En 2010, la Sociedad Estadounidense de Colposcopia y Patología Cervical (ASCCP) le otorgó el Lifetime Achievement Award por sus contribuciones a la investigación del cáncer de cuello uterino y los precánceres de cuello uterino. También posee un premio vitalicio por logros otorgado por la Sociedad Internacional del Virus del Papiloma. En 2023, Stanley recibió el premio Maurice Hilleman de la Sociedad Internacional del Virus del Papiloma.

## Documentos clave
- Stanley, MA; Sterling, JC (2014). «Host responses to infection with human papillomavirus». Curr Probl Dermatol. Current Problems in Dermatology 45: 58-74. ISBN 978-3-318-02526-2. PMID 24643178. doi:10.1159/000355964.
- Hanning, JE; Saini, HK; Murray, MJ; Caffarel, MM; van Dongen, S; Ward, D; Barker, EM; Scarpini, CG et al. (2013). «Depletion of HPV16 early genes induces autophagy and senescence in a cervical carcinogenesis model, regardless of viral physical state». J Pathol 231 (3): 354-66. PMID 23913724. doi:10.1002/path.4244.
- Stanley, MA (2012). «Epithelial cell responses to infection with human papillomavirus». Clin Microbiol Rev 25 (2): 215-22. PMC 3346303. PMID 22491770. doi:10.1128/cmr.05028-11.
- Stanley, MA (2012). «Genital human papillomavirus infections: current and prospective therapies». J Gen Virol 93 (4): 681-91. PMID 22323530. doi:10.1099/vir.0.039677-0.
- Crawford, R; Grignon, AL; Kitson, S; Winder, DM; Ball, SL; Vaughan, K; Stanley, MA; Sterling, JC et al. (2011). «High prevalence of HPV in non-cervical sites of women with abnormal cervical cytology». BMC Cancer 11: 473. PMC 3218103. PMID 22047498. doi:10.1186/1471-2407-11-473.
- Ball, SL; Winder, DM; Vaughan, K; Hanna, N; Levy, J; Sterling, JC; Stanley, MA; Goon, PK (2011). «Analyses of human papillomavirus genotypes and viral loads in anogenital warts». J Med Virol 83 (8): 1345-1350. PMID 21678438. doi:10.1002/jmv.22111.
- Sudhoff, HH; Schwarze, HP; Winder, D; Steinstraesser, L; Görner, M; Stanley, M; Goon, PK (2011). «Evidence for a causal association for HPV in head and neck cancers». Eur Arch Otorhinolaryngol 268 (11): 1541-7. PMID 21792686. doi:10.1007/s00405-011-1714-8.
- Pett, MR; Alazawi, W (2004). «O.F., Roberts I, Dowen S, Smith DI, Stanley MA, and Coleman N. (2004) Acquisition of High-Level Chromosomal Instability Is Associated with Integration of Human Papillomavirus Type 16 in Cervical Keratinocytes». Cancer Research 64 (4): 1359-1368. PMID 14973079. doi:10.1158/0008-5472.can-03-3214.
- Nicholls, PK; Moore, PF; Anderson, DM; Moore, RA; Parry, NR; Gough, GW; Stanley, MA (2001). «Regression of canine oral papillomas is associated with infiltration of CD4+ and CD8+ lymphocytes». Virology 283 (1): 31-39. PMID 11312659. doi:10.1006/viro.2000.0789.
- Coleman, N; Birley, HD; Renton, AM; Hanna, NF; Ryait, BK; Byrne, M; Taylor-Robinson, D; Stanley, MA (1994). «Immunological events in regressing genital warts». Am J Clin Pathol 102 (6): 768-774. PMID 7801889. doi:10.1093/ajcp/102.6.768.
- Stanley, MA; Browne, HM; Appleby, M; Minson, AC (1989). «Properties of a non-tumorigenic human cervical keratinocyte cell line». Int J Cancer 43 (4): 672-676. PMID 2467886. doi:10.1002/ijc.2910430422.